# دائرة واقنون
دائرة واقنون إحدى دوائر ولاية تيزي وزو. 
مقرها واقنون. 
تبلغ مساحتها 141.2125 كم² يقطنها 74603 نسمة (أي بكثافة سكانية تقدر بـ 528 نسمة /كم²). وتضم كل من بلديات :
- واقنون
- تيميزارت
- جبل عيسى ميمون

## مواضيع ذات صلة
- دوائر ولاية تيزي وزو
- بلديات ولاية تيزي وزو